# Apple Juice

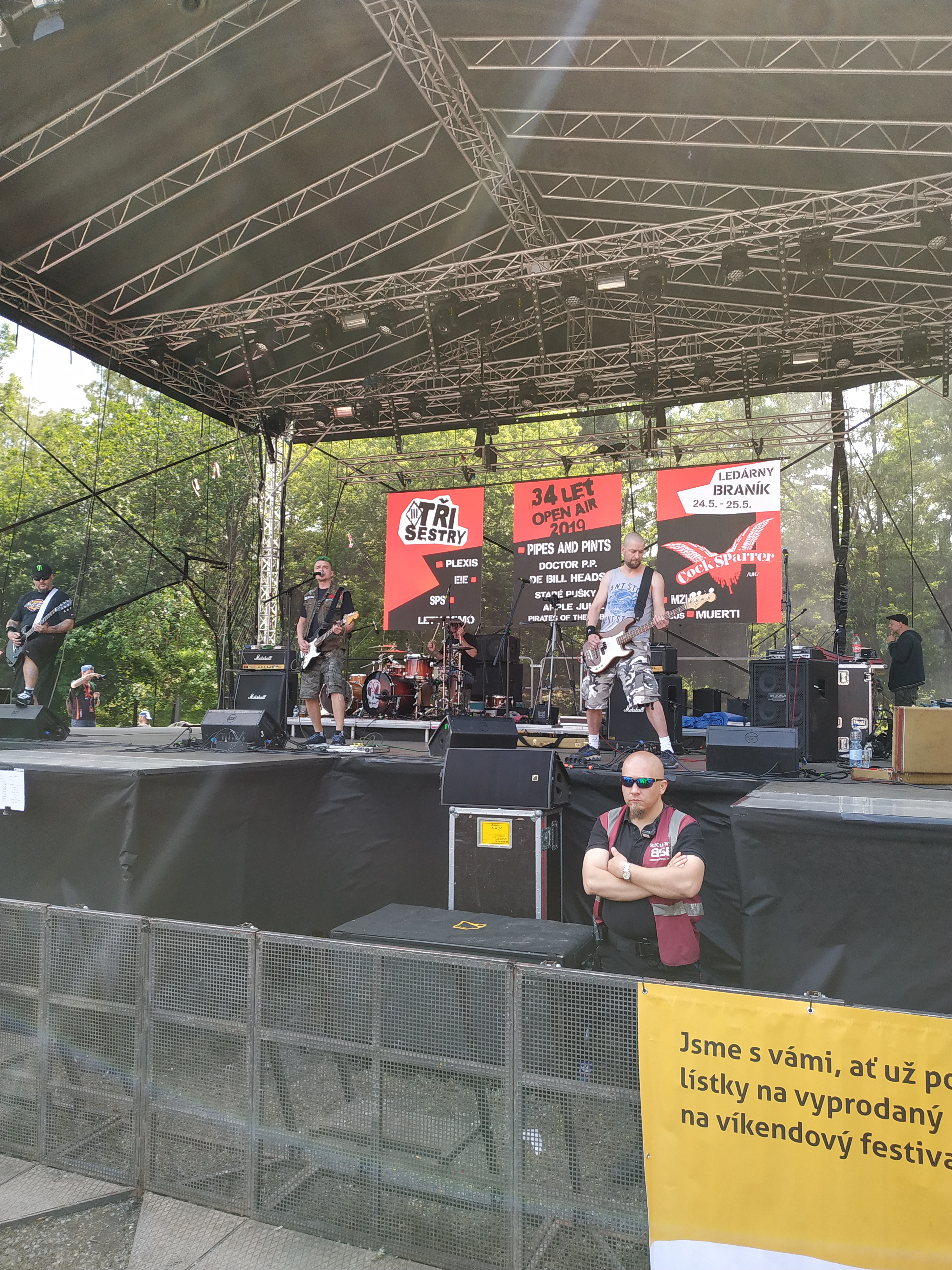
Apple Juice

Apple Juice je pražská punk-big-beat skupina, jejíž počátky sahají do roku 1999.

## Historie
Kapelu založili v roce 1999 dva ze členů kapely Plexis, kytarista Dušan Lébl a bubeník Martin Švec. K sobě přibrali basáka Štěpána Svobodu a v tomto složení odehráli 3 koncerty. Poté se na delší dobu odmlčeli, ale tlak kamarádů sílil natolik, že z jara roku 2002 se znovu scházejí ve zkušebně. Začátkem léta natočili u Pavla "Kuřete" Hejče  své Promo Demo. Z důvodu pracovního vytížení odešel basák Štěpán Svoboda a jeho místo převzal Pepa Říha. V listopadu 2002 u Miloše "Dodo" Doležela v žirovnickém studiu Hacienda natočili svou první desku No.1. Deska byla kritiky kladně přijata a Apple Juice se stali stálicemi českých festivalů. Jejich domovská kapela Plexis v letech 2002–2004 zažívala koncertní pauzu, měli tedy dostatek času věnovat se svému projektu.
V roce 2004 se jejich řady rozšířili o druhé kytaristu Jiřího Štarhu (ex Navigators). V této době začali pracovat na nové desce, aby ji v září 2004, opět ve studiu Miloše "Dodo" Doležela natočili. Deska dostala název Tenhlesong.
V roce 2005 odešel zakládající člen, bubeník Martin Švec. Důvodem byla neschopnost skloubit koncertování s Apple Juice, tak s obnovenými Plexis a také s jeho další kapelou Egotrip. Na jeho místo přišel Dušan "Čochtan" Bobák ze Slovenska.
Další změny na sebe nenechaly dlouho čekat. Odešel basák Pepa Říha a jeho místo zaujal Eda Fröhlich. Ze zdravotních důvodů ukončil působení v kapele i Jirka Štarha a kapela se rozhodla pokračovat pouze ve třech. V této době začali pracovat na materiálu na novou desku.
V červenci 2008 vyšla v pořadí 3. řadová deska, která dostala název Tuzex Punk. Tentokrát nahraná v pražském studiu 3bees. Kapela se začala označovat jako TUZEX PUNK FROM PRAG.
Po delším čase nastal pro kapelu problém. Kapelu z rodinných důvodů a návratu na Slovensko opustil bubeník Dušan Bobák a kapela měla delší dobu problém najít kvalitního a hlavně spolehlivého bubeníka. Po delším čase a vyzkoušení několika bubeníků do kapely přišel Jeník Turek (Burning Steps). Ani tato sestava ovšem nevydržela delší dobu. Jeník Turek opustil řady kapely, aby se mohl více věnovat své domovské kapele a opět nastal problém s hledáním bubeníka. V roce 2015 byl do kapely přijat Jan Fröhlich (doprovodná kapela skupiny Lunetic), bratr basáka Edy. V této sestavě kapela pokračovala až do jara roku 2019, kdy se Dušan Lébl rozhodl pro radikální změnu sestavy. Eda Fröhlich přešel natrvalo na post basáka do spřízněné kapely Plexis za zraněného Petra Hoška, Honza Fröhlich pokračuje dále jen s Luneticem.
Na post basáka přišel Jindřich Číp, za bicí usedl Marek Macháček a po letech přibyl druhý kytarista Patrik Kuthan.
Nová sestava se poprvé představuje v květnu 2019 na festivalu pořádaném kapelou Tři Sestry v Areálu Ledárny v pražském Braníku.
Na přelomu roku 2020/21 byl vydán novou sestavou singl Potápěč, obsahující 4 skladby a intro.
Na podzim roku 2022 si je jako své předskokany vybrala britská punková legenda Toy Dolls na svůj pražský koncert v divadle Archa.
Na jaře roku 2023 došlo opět ke změně basáka, kdy odcházejícího Jindru Čípa ( vrátivší se na post kytaristy ve Status Praesents) nahradil staronový člen Eda Fröhlich.  A také na postu bubeníka, kdy Marka Macháčka nahradil Vít Michna.

## Sestava
Současná
- Dušan Lébl – kytara, zpěv (ex Plexis, ex Comtes, ex Mramor)
- Patrik „Paťák“ Kuthan – kytara, vokály (ex Luca Brasi, ex Status Praesents)
- Eda Fröhlich – basa, vokály (ex Nofeeling, ex Zina & Stereophonic punx, ex Plexis, občasné záskoky v Do Řady!)
- Vít Michna – bicí

Bývalí členové
- Jindřich „Gigina“ Číp – basa, vokály (ex Luca Brasi, nyní Status Praesents, Dirty Goat)
- Mára Macháček – bicí (nyní ještě Kurtizány z 25. avenue, ex Luca Brasi, Cocotte Minute)
- Jan Fröhlich – bicí (doprovodná kapela skupiny Lunetic, ex Nofeeling, občasné záskoky v Do Řady!, ex SPS)
- Jeník Turek – bicí (Burning Steps)
- Dušan Bobák – bicí
- Pepa Říha – basa (Pankix)
- Jiří Štarha – kytara (ex Navigators, ex Kashmir 9:41, ex Paprikacze)
- Martin Švec – bicí (nyní Cocotte Minute ex Plexis, ex Egotrip, ex Slaves of Stadium Rock, ex Comtes, ex Ganyméd)
- Štěpán Svoboda – basa

## Diskografie
- 2002 – Promo Demo
- 2002 – Apple Juice ( No.1)
- 2004 – Tenhlesong
- 2008– Tuzex Punk
- 2020 – singl Potápěč

## Galerie

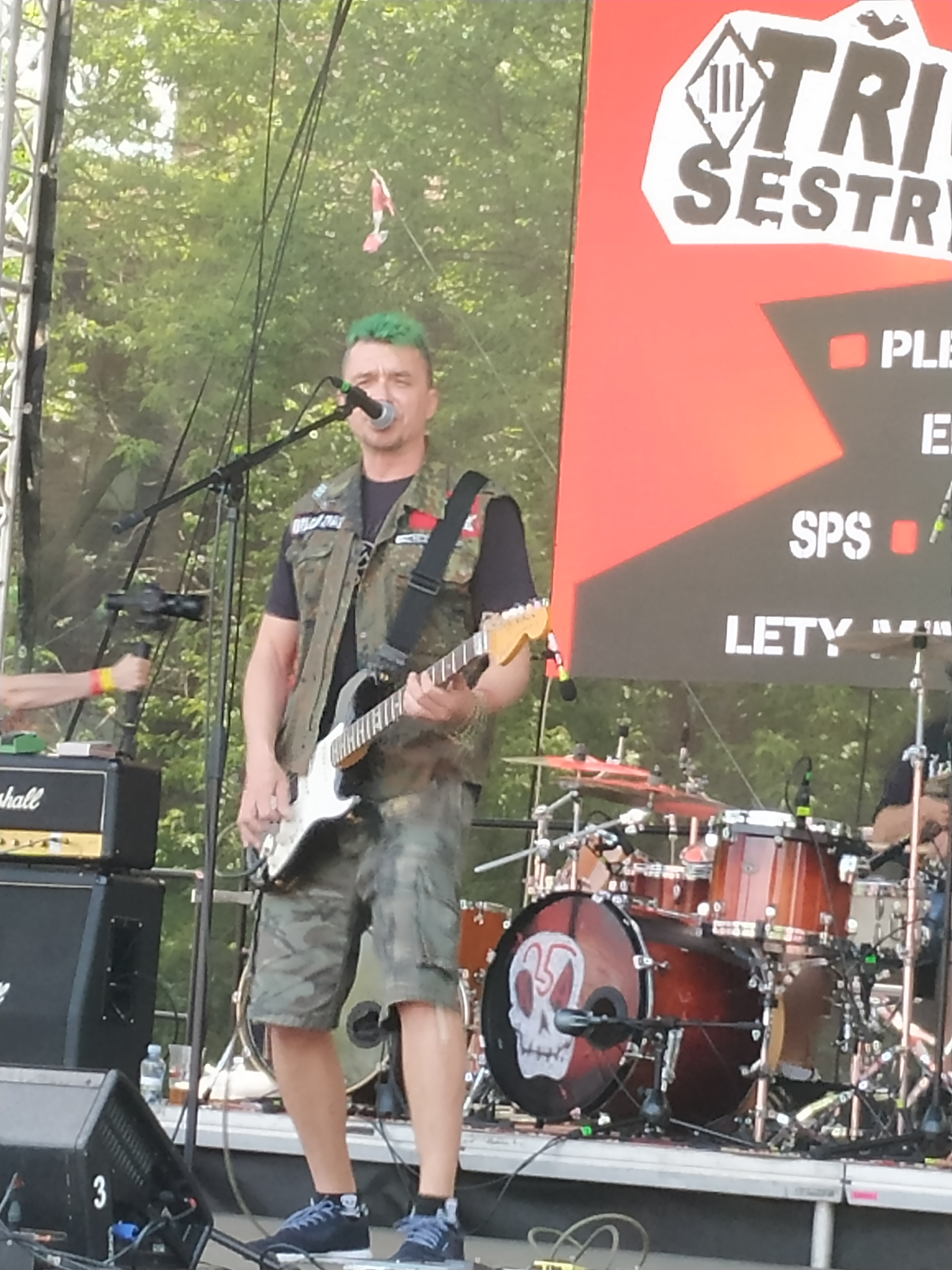
Dušan Lébl
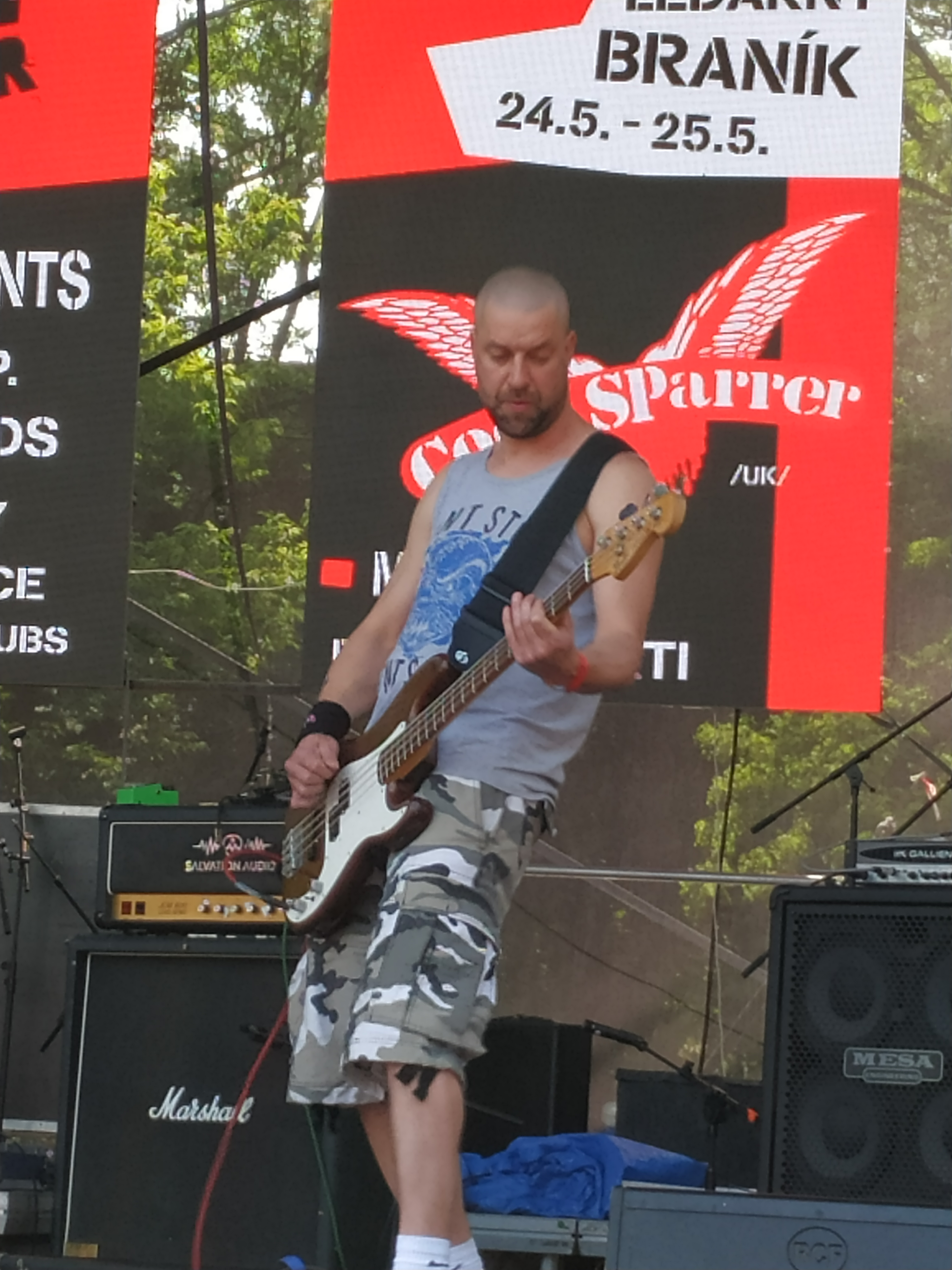
Jindra Číp
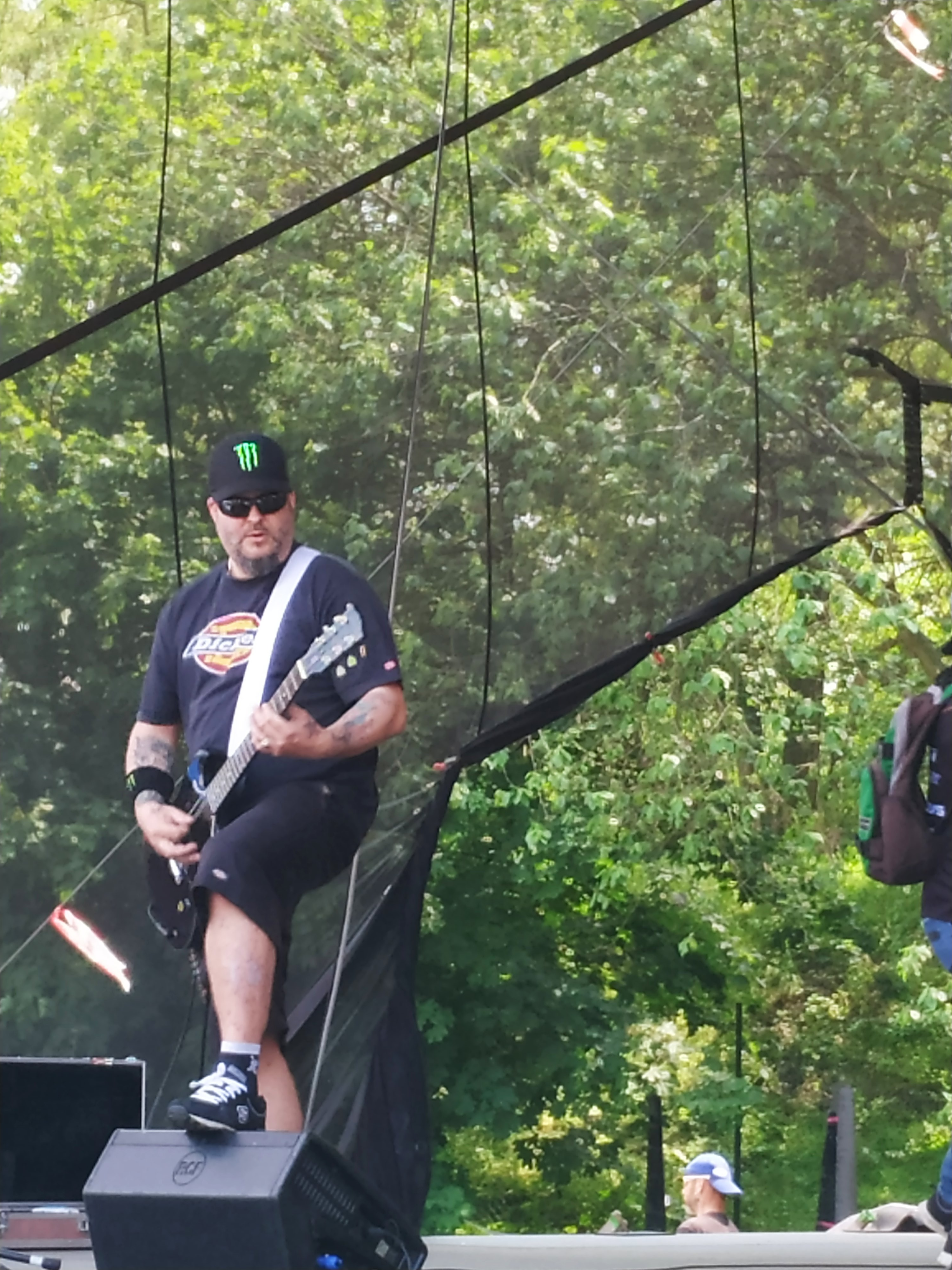
Patrik Kuthan
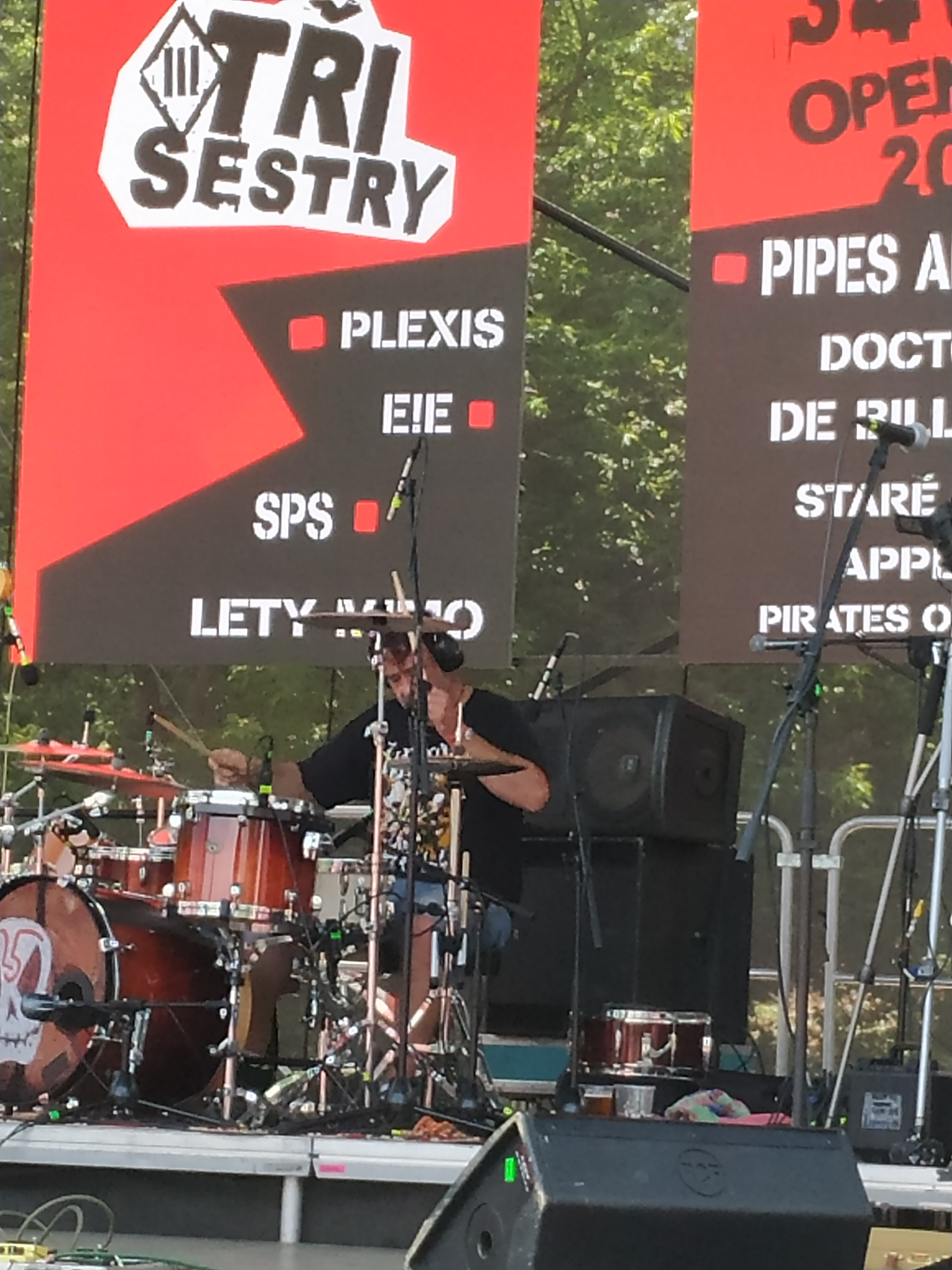
Marek Macháček
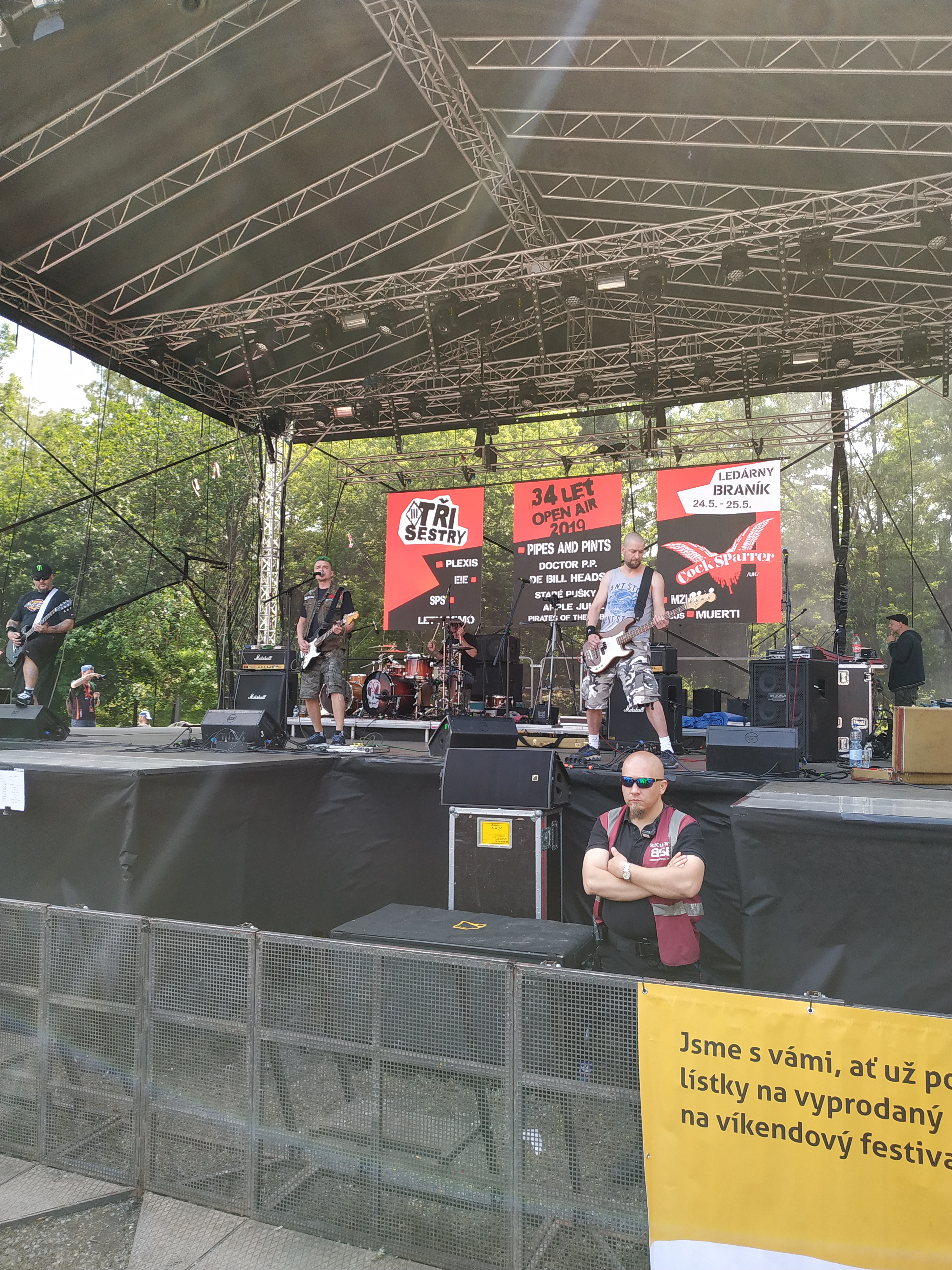
Apple Juice 2019